# Gore Obsessed

Gore Obsessed este un album al trupei Cannibal Corpse lansat în 2002 prin casa de discuri Metal Blade Records.

## Piese
1. "Savage Butchery" – 1:50
2. "Hatchet to the Head" – 3:34
3. "Pit of Zombies" – 3:58
4. "Dormant Bodies Bursting" – 2:00
5. "Compelled to Lacerate" – 3:29
6. "Drowning in Viscera" – 3:36
7. "Hung and Bled" – 4:13
8. "Sanded Faceless" – 3:51
9. "Mutation of the Cadaver" – 3:09
10. "When Death Replaces Life" – 4:59
11. "Grotesque" – 3:42
12. "No Remorse" (cover Metallica)